# El cirujano (Jan Sanders van Hemessen)
El cirujano o El cirujano del lugar según los antiguos inventarios del Museo del Prado, es un cuadro del pintor flamenco Jan Sanders van Hemessen, pintada al óleo sobre tabla y conservada en el Museo del Prado de Madrid. Procede de la colección real a la que pertenecía ya en 1614 cuando se inventarió por primera vez en el Palacio de El Pardo.
Representa una operación de trepanación o extracción de la piedra de la locura, retratada con tono sarcástico. El motivo responde a la creencia medieval de que la demencia devenía de una obstrucción cerebral provocada por la acumulación de piedras en el interior de la cabeza. Tal creencia fue aprovechada por charlatanes y otros «cirujanos barberos» como el retratado en la tabla de Hemessen.
Parece la extracción de un meningioma calcificado de la hoz cerebral. Debe considerarse que tanto la hoz como las meninges en general pueden calcificarse y que se extraen meningiomas calcificados en determinados pacientes. El hombre con los brazos abiertos cumpliría las funciones de Hombre hemoestático (antihemorrágico).